# Zuppa inglese
Zuppa inglese (letterlijk: Engelse soep) is een Italiaans dessert gemaakt van banketbakkersroom en sponscake gedrenkt in likeur. Het uit Emilia-Romagna, Marche en Toscane afkomstige gerecht is in heel Italië bekend en kent verschillende regionale variaties.

## Bereiding en variaties
Het dessert wordt bereid door lagen sponscake of lange vingers gedrenkt in likeur af te wisselen met lagen banketbakkersroom. De likeur die hier traditioneel voor wordt gebruikt is Alchermes met een karakteristieke smaak en felrode kleur. 
Van zuppa inglese bestaan verschillende varianten. In plaats van banketbakkersroom wordt soms een crème op basis van chocolade gebruikt. In sommige recepten komt abrikozenjam voor en in andere gekonfijt fruit of vruchten compote.

## Geschiedenis
De eerste recepten voor desserts die lijken op de huidige zuppa inglese stammen uit de zestiende eeuw. Het nu bekende dessert wordt beschreven in negentiende-eeuwse kookboeken uit de regio's Emilia-Romagna, Marche en Toscane. 
De herkomst van de naam zuppa inglese is onduidelijk, maar het woord inglese (Engels) zou kunnen duiden op een luxere, aan de Italiaanse smaak aangepaste uitvoering van het Engelse nagerecht trifle. Zuppa verwijst niet naar soep, maar is afkomstig van het werkwoord inzuppare dat staat voor het dopen in en het in zich opnemen van een vloeistof (de likeur).

## IJs
In Italiaanse ijssalons wordt Zuppa Inglese aangeboden als een van de smaken schepijs. 